# Robert Andre
Robert Andre (ur. 28 maja 1952 w Kielcach) – polski artysta fotograf i przedsiębiorca. Członek rzeczywisty Okręgu Świętokrzyskiego Związku Polskich Artystów Fotografików. Członek założyciel Kolskiego Klubu Fotograficznego Fakt im. prof. dr Tadeusza Cypriana.

## Życiorys
Robert Andre absolwent Politechniki Poznańskiej, związany ze świętokrzyskim oraz wielkopolskim środowiskiem fotograficznym, mieszka i pracuje w Koninie – fotografuje od 1966 roku. Miejsce szczególne w jego twórczości zajmuje fotografia abstrakcyjna, fotografia aktu, fotografia kreacyjna oraz fotografia portretowa. Od początku lat 70. XX wieku aktywnie uczestniczył w pracach Agencji Fotograficznej Politechniki Poznańskiej (czas studiów) oraz Poznańskiego Towarzystwa Fotograficznego. W 1987 był jednym ze współzałożycieli Kolskiego Klubu Fotograficznego Fakt im. prof. dr Tadeusza Cypriana, w którym pełnił funkcję prezesa Zarządu (obecnie jest prezesem honorowym KKF Fakt. 
Robert Andre jest autorem oraz współautorem wielu wystaw fotograficznych; autorskich oraz zbiorowych. W 2007 został przyjęty w poczet członków rzeczywistych Okręgu Świętokrzyskiego Związku Polskich Artystów Fotografików (legitymacja nr 964). W 2018 za twórczość fotograficzną i animowanie fotografii w województwie wielkopolskim – został uhonorowany Statuetką Fotokreator.
W 1987 roku założył przedsiębiorstwo Andre Abrasive Articles, zajmujące się produkcją materiałów ściernych. 
W uznaniu zasług na płaszczyźnie działalności na rzecz miasta Koła, w 2018 został uhonorowany statuetką oraz tytułem Honorowego Obywatela Miasta Koła.  
W 2021 roku został przewodniczącym Powiatowej Rady Rynku Pracy w Kole. 

## Odznaczenia
- Złoty Krzyż Zasługi[12]
- Odznaka honorowa „Za zasługi dla województwa wielkopolskiego”[12]
- Srebrny Medal „Za Zasługi dla Rozwoju Twórczości Fotograficznej” (2016)[5][14]
- W 2008 roku otrzymał wyróżnienie „Przyjaciel Wartaków”, przyznawane przez Manufakturę Piosenki Harcerskiej „Wartaki”[15]

## Wybrane wystawy
- Akt – Galeria Sztuki Współczesnej Winda (Kielce 2009)
- Decentryzm – Galeria Sztuka Polska (Warszawa 2010)
- Decentryzm – Polish Slavic Center (Nowy Jork 2011)
- Święto Lalek – V.A. Gallery (Poznań 2012)[8]
- Akt w polskiej fotografii – Muzeum Narodowe w Gdańsku (2013)
- Akt w polskiej fotografii – Galerii Szyb Wilsona w Katowicach (2013)
- Akt w polskiej fotografii – BWA w Tarnowie (2014)
- Akt w polskiej fotografii – BWA w Kielcach (2014)
- Akt w barwnych skojarzeniach – Galerii Art-Foto (Częstochowa 2015)[9]
- Spojrzenie na Paryż – Robert Andre (Poznań 2016)[7]

Źródło

## Publikacje (albumy)
- Powroty sentymentalne[1]